# Flytträsket
Flytträsket är en sumpmark i Finland. Den ligger i Sjundeå i landskapet Nyland, i den södra delen av landet, 50 km väster om huvudstaden Helsingfors.